# Axel Roos (häradshövding)
Axel Hjalmar Roos, född 30 november 1860 i Stockholm, död där 9 maj 1928, var en svensk häradshövding. Han var son till Adolf Wilhelm Roos.
Roos blev student vid Uppsala universitet 1880, avlade hovrättsexamen 1884 och blev vice häradshövding 1887. Han blev tillförordnad fiskal i Svea hovrätt 1890, adjungerad ledamot 1892, fiskal 1892, assessor 1895, tillförordnad revisionssekreterare 1897 samt var häradshövding i Själevads och Arnäs domsaga 1900–1911 och i Tveta, Vista och Mo domsaga från 1911.
Roos bötfälldes i januari 1928 av Göta hovrätt för bristande renovation och förelades att inlösa felande kontrollstämplar. Han begärde därefter att på grund av sjuklighet få lämna posten som ordförande för poliskollegiet i Jönköpings läns landstingsområde, ett uppdrag som han innehaft sedan januari 1927.